# Half-Minute Hero
Half-Minute Hero, известная как Yūsha 30 (яп. 勇者３０ Ю:ся Сандзю:, букв. «Hero 30») в Японии — видеоигра, смесь из стратегии реального времени, action/RPG и shoot 'em up, разработанная Marvelous Entertainment для портативной игровой консоли Sony PlayStation Portable. Игра вышла в Японии 28 мая 2009 года, в Северной Америке — 13 октября 2009 года, в Европе — 19 февраля 2010 года и в Австралии — 8 апреля 2010 года. 29 июня 2011 года игра была переиздана для Xbox Live Arcade под названием Half-Minute Hero: Super Mega Neo Climax, а 27 сентября 2012 года появилась версия для Microsoft Windows в Steam под названием Half-Minute Hero: Super Mega Neo Climax Ultimate Boy.
4 августа 2011 года в Японии был выпущен сиквел игры, Half-Minute Hero 2 (Yūsha 30 Second).

## Геймплей
В игре 4 основных геймплейных режима: Героя (англ. Hero mode), Принцессы (англ. Princess mode), Рыцаря и Волшебника (англ. Knight and Wizard mode), и Тёмного Лорда (англ. Evil Lord mode). Кроме того, игра поддерживает режим мультиплеера.
В большей части режимов, игрок ограничен тридцатью секундами. Когда время подходит к концу, игра заканчивается. Так например, в режиме Героя игрок может обновлять таймер до тридцати секунд у Богини Времени в городах за деньги в перерывах между случайными битвами с монстрами и исследованием мира. Этот режим больше всего напоминает классические японские RPG. Режим Принцессы представляет собой скролл-шутер. Режим Тёмного Лорда — стратегию в реальном времени, в которой игрок призывает монстров трёх типов, чтобы те атаковали врагов. В режиме Рыцаря и Волшебника, игроки должны уничтожить всех монстров, защищая Волшебника.

## Разработка
Концепция Half-Minute Hero впервые была опробована в бесплатной игре 30-Second Hero. Позже она была одобрена для выпуска на PSP. Формат игры должен был причудливым образом упаковать длинные JRPG в 30 секундные промежутки. В игре была использована восьмибитная графика, как в играх «старой школы» (например Dragon Quest и серия Final Fantasy).

## Саундтрек
В саундтрек Half-Minute Hero входят композиции жанра «техно-рок», написанные группой The Alfee.

## Отзывы и награды
| Сводный рейтинг | Сводный рейтинг | Сводный рейтинг |
| Издание         | Оценка          | Оценка          |
| Издание         | PSP             | Xbox 360        |
| --------------- | --------------- | --------------- |
| GameRankings    | 84,32 %         | 77,22 %         |
| Metacritic      | 84/100          | N/A             |

Игра получила преимущественно положительные отзывы. На сайте-агрегаторе Metacritic средняя оценка игры составляет 84 из 100 на основе 41 обзора для платформы PlayStation Portable.
Игра Half-Minute Hero получила несколько наград от сайтов, специализирующихся на RPG:
- Выбор редакции RPGamer: Лучшая RPG на PSP[10]
- RPGLand.com: Игра года (PSP)[11]
- RPGFan.com: Лучшая RPG года на PSP[12]

Летом 2018 года, благодаря уязвимости в защите Steam Web API, стало известно, что точное количество пользователей сервиса Steam, которые играли в Half Minute Hero: Super Mega Neo Climax Ultimate Boy хотя бы один раз, составляет 309 617 человек.